# Katrina Seymour
Katrina Seymour (* 7. Januar 1993 auf New Providence) ist eine ehemalige bahamaische Hürdenläuferin, die sich auf die 400-Meter-Distanz spezialisiert hat. In dieser Disziplin ist sie Inhaberin des Landesrekordes und 2015 gewann sie bei den NACAC-Meisterschaften die Bronzemedaille in der 4-mal-400-Meter-Staffel und feierte damit ihren größten sportlichen Erfolg.

## Sportliche Laufbahn
Erste Erfahrungen bei internationalen Meisterschaften sammelte Katrina Seymour bei den CARIFTA Games 2009 in Vieux Fort, bei denen sie im 400-Meter-Lauf disqualifiziert wurde und mit der bahamaischen 4-mal-400-Meter-Staffel in 3:45,61 min die Silbermedaille in der U17-Altersklasse gewann. Anschließend schied sie bei den Jugendweltmeisterschaften in Brixen mit 56,24 s im Halbfinale über 400 Meter aus und belegte in der Sprintstaffel (1000 Meter) in 2:09,33 min den vierten Platz. Daraufhin kam sie bei den Panamerikanischen Juniorenmeisterschaften in Port of Spain über 400 Meter nicht ins Ziel und gewann in der 4-mal-400-Meter-Staffel in 3:42,17 min die Bronzemedaille. Ende August startete sie mit der Staffel bei den Weltmeisterschaften in Berlin und wurde dort im Vorlauf disqualifiziert. Im Jahr darauf wurde sie auch bei den CARIFTA Games in George Town mit der Staffel in der U20-Altersklasse disqualifiziert und anschließend gewann sie bei den Zentralamerika- und Karibikjuniorenmeisterschaften in Santo Domingo in 45,54 s die Silbermedaille in der 4-mal-100-Meter-Staffel sowie in 3:38,81 min die Bronzemedaille in der 4-mal-400-Meter-Staffel. Daraufhin gelangte sie bei den Juniorenweltmeisterschaften in Moncton mit 3:33,43 min auf Rang vier. 2011 gewann sie bei den CARIFTA Games in Montego Bay in 58,04 s die Silbermedaille im 400-Meter-Hürdenlauf und sicherte sich im Staffelbewerb in 3:41,05 min die Bronzemedaille. Anschließend gewann sie bei den Zentralamerika- und Karibikmeisterschaften (CAC) in Mayagüez in 57,24 s die Bronzemedaille im Hürdenlauf hinter der Jamaikanerin Andrea Sutherland und Yolanda Osana aus der Dominikanischen Republik. Daraufhin siegte sie in 57,87 s bei den Panamerikanischen Juniorenmeisterschaften in Miramar und gewann zudem in 3:42,61 min die Bronzemedaille im Staffelbewerb. Im Oktober startete sie über die Hürden bei den Panamerikanischen Spielen in Guadalajara und schied dort mit 60,34 s in der ersten Runde aus. Im Jahr darauf belegte sie bei den CARIFTA Games in Hamilton in 60,70 s den vierten Platz über 400 m Hürden und gewann mit der Staffel in 3:40,44 min die Silbermedaille.
2014 schied sie bei den Commonwealth Games in Glasgow mit 61,45 s im Vorlauf über 400 m Hürden aus und belegte mit der 4-mal-100-Meter-Staffel in 44,25 s den sechsten Platz. Anschließend kam sie bei den U23-NACAC-Meisterschaften in Kamloops über die Hürden nicht ins Ziel und verpasste dann bei den Zentralamerika- und Karibikspielen in Xalapa mit 59,89 s den Finaleinzug. Im Jahr darauf wurde sie bei den IAAF World Relays 2015 in Nassau in 3:35,01 min Dritte im B-Finale in der 4-mal-400-Meter-Staffel und anschließend belegte sie mit der Staffel bei den Panamerikanischen Spielen in Toronto in 3:31,60 min den fünften Platz. Daraufhin schied sie bei den NACAC-Meisterschaften in San José mit 58,47 s im Vorlauf über die Hürden aus und gewann mit der Staffel in 3:31,80 min gemeinsam mit Lanece Clarke, Christine Amertil und Adanaca Brown die Bronzemedaille hinter den Teams aus den Vereinigten Staaten und Jamaika. Ende August verpasste sie dann bei den Weltmeisterschaften in Peking mit der Staffel mit 3:28,46 min den Finaleinzug. Von 2016 bis 2020 studierte sie an der East Tennessee State University und 2018 schied sie bei den Commonwealth Games im australischen Gold Coast mit 55,69 s in der ersten Runde aus. Anschließend scheiterte sie bei CAC-Spielen in Barranquilla mit 58,37 s in der Vorrunde und verpasste auch bei den NACAC-Meisterschaften in Toronto mit 57,79 s den Finaleinzug. Im Jahr darauf startete sie erneut bei den Panamerikanischen Spielen in Lima und kam dort mit 60,71 s nicht über die Vorrunde hinaus. 2020 beendete sie dann ihre aktive sportliche Karriere im Alter von 27 Jahren.
In den Jahren 2014, 2015 und 2018 wurde Seymour bahamaische Meisterin im 400-Meter-Hürdenlauf.

## Persönliche Bestzeiten
- 400 Meter: 54,54 s, 28. März 2011 in Nassau
  - 400 Meter (Halle): 54,88 s, 19. Januar 2018 in Clemson
- 400 m Hürden: 55,69 s, 10. April 2018 in Gold Coast (bahamaischer Rekord)